# Vaulx-Vraucourt
Vaulx-Vraucourt is een gemeente in het Franse departement Pas-de-Calais (regio Hauts-de-France). De gemeente maakt deel uit van het arrondissement Arras. Vaulx-Vraucourt telde op 1 januari 2022 1.096 inwoners.

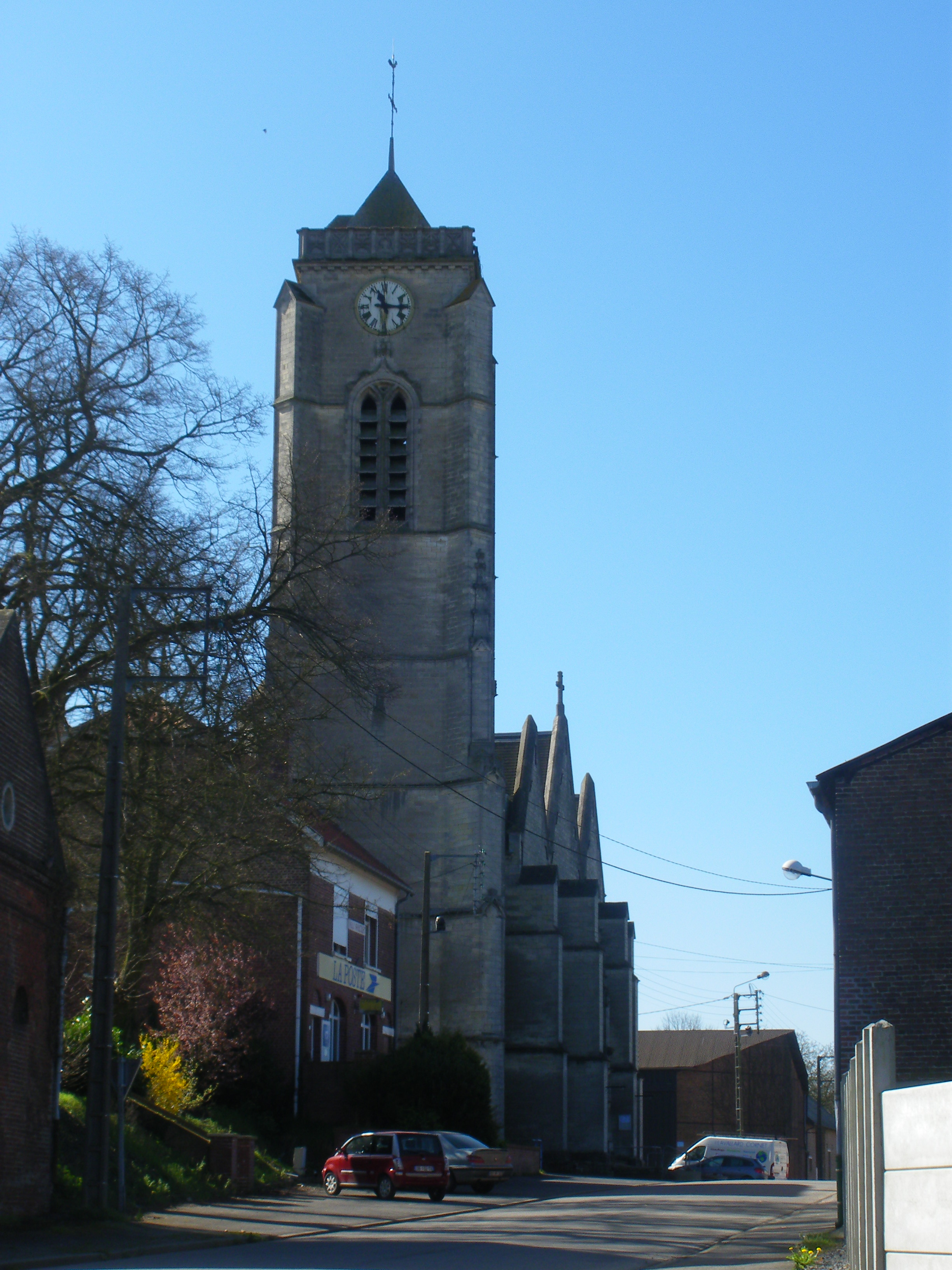
Église Saint-Martin

## Geschiedenis
Oude vermeldingen van Vaulx gaan terug tot de 12de eeuw. Het dorpje Vraucourt had een hulpkerk van Vaulx.
Op het eind van het ancien régime werden Vaulx en Vraucourt beide een gemeente. In 1821 werd de gemeente Vraucourt (op dat moment 371 inwoners) opgeheven en aangehecht bij Vaulx (op dat moment 1167 inwoners). De fusiegemeente werd Vaulx-Vraucourt genoemd.
In de Eerste Wereldoorlog raakten beide dorp beschadigd. De beide kerken werden na de oorlog heropgebouwd.

## Geografie
De oppervlakte van Vaulx-Vraucourt bedroeg op 1 januari 2022 14,11 vierkante kilometer; de bevolkingsdichtheid was toen 77,7 inwoners per km². In de gemeente liggen de vergroeide kernen Vaulx en Vraucourt. Vaulx vormt het zuidelijk deel, Vraucourt het noordelijk.

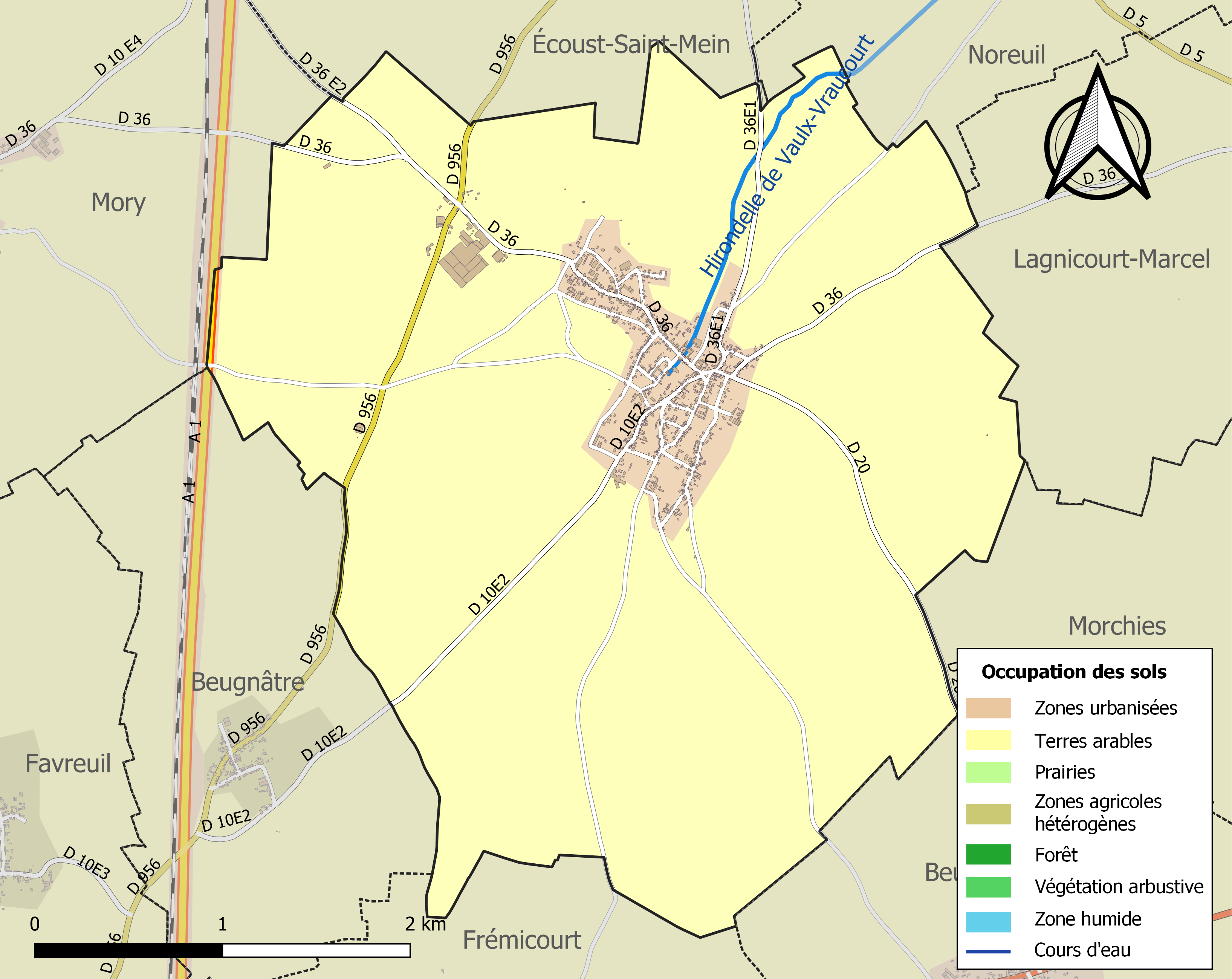
Kaart van de gemeente met belangrijkste infrastructuur, bodemgebruik en omliggende gemeenten

## Bezienswaardigheden
- De Église Saint-Martin van Vaulx
- De gemeente telt enkele Britse oorlogsbegraafplaatsen uit de Eerste Wereldoorlog:
  - Vaulx Hill Cemetery, met een 600-tal gesneuvelden
  - Vaulx Australian Field Ambulance Cemetery, met een 50-tal gesneuvelden
  - Vraucourt Copse Cemetery, met een 100-tal gesneuvelden

## Demografie
Onderstaande figuur toont het verloop van het inwonertal (bron: INSEE-tellingen).

## Verkeer en vervoer
Ten westen van de gemeente loopt de autosnelweg A1/E15, die er weliswaar geen op- en afrit heeft.